# Adohoun
Adohoun è un arrondissement del Benin situato nella città di Athiémé (dipartimento di Mono) con 11.890 abitanti (dato 2006).